# Jeannette Rankin
Jeannette Pickering Rankin (Missoula, 11 de junho de 1880 – Carmel-by-the-Sea, 18 de maio de 1973) foi uma ativista pelos direitos das mulheres e política norte-americana. Filiada ao Partido Republicano, foi a primeira mulher a ocupar um cargo público eletivo a nível federal nos Estados Unidos ao ser eleita para a Câmara dos Representantes em 1916, representando o estado de Montana.
Após ter concluído o ensino superior, Rankin morou em diversas cidades, de São Francisco a Nova Iorque, trabalhando como assistente social e organizadora. Em 1917, logo após assumir o mandato como representante, foi uma das poucas congressistas que se opuseram à entrada dos Estados Unidos na Primeira Guerra Mundial. Não concorreu à reeleição em 1918, trabalhando nas próximas décadas como lobista. Em 1940, foi novamente eleita representante. Em 1941, foi a única congressista a se opor à declaração de guerra contra o Japão após o ataque a Pearl Harbor.
Sufragista durante a Era Progressista, Rankin organizou e fez lobby a favor de leis que emancipavam as mulheres em vários estados, incluindo Montana, Nova Iorque e Dacota do Norte. No Congresso, propôs o direito ao voto irrestrito a todas as mulheres do país, o que ocorreu poucos anos depois. Ao fazê-lo, Rankin se tornou a única mulher no país a votar a favor de que todas as demais pudessem votar. Ela não concorreu à reeleição em 1942, mas se manteve ativa em movimentos pacifistas, organizando manifestações contra a Guerra do Vietnã.  

## Família e primeiros anos

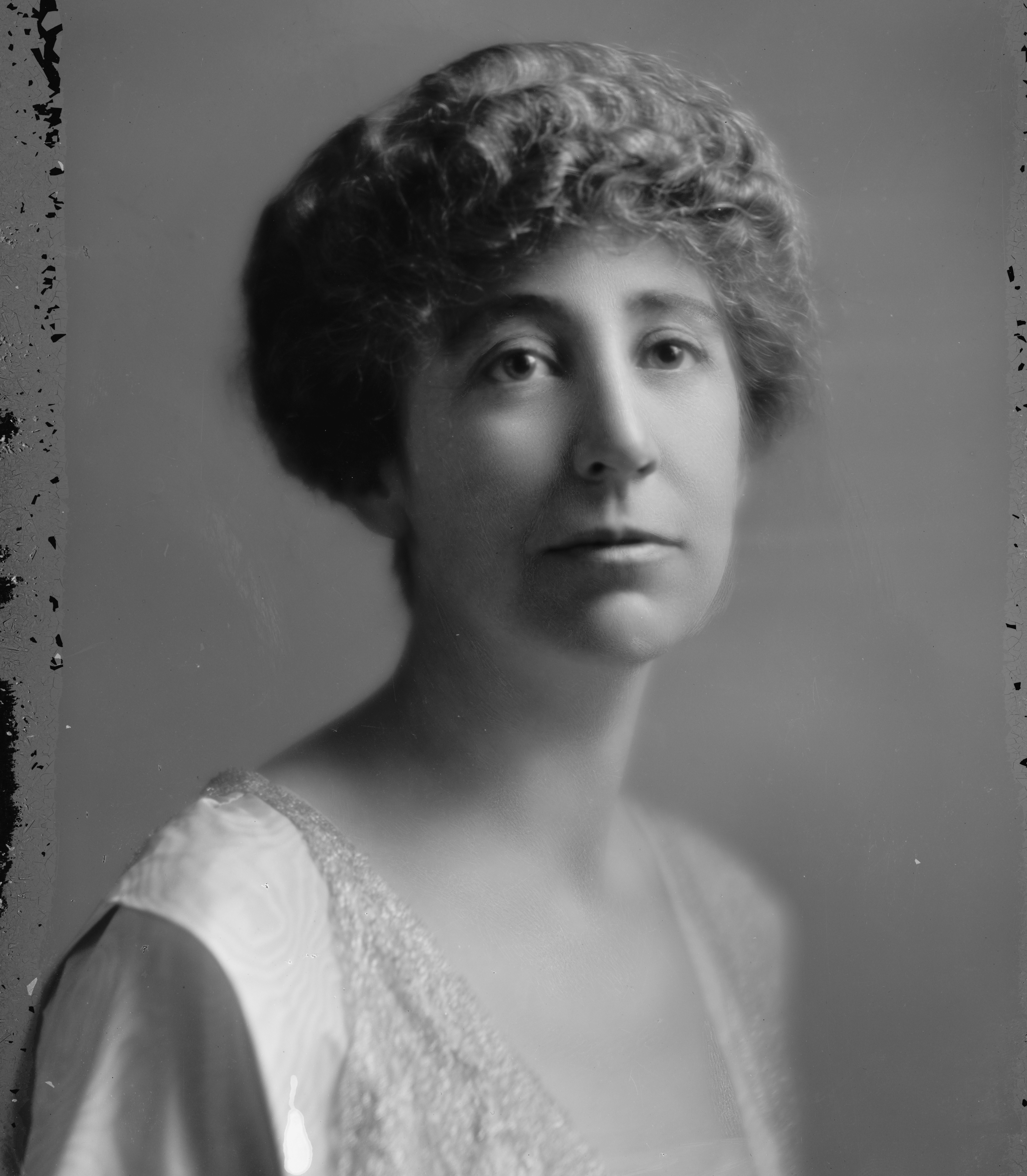
Rankin em 1907

Rankin nasceu em 11 de junho de 1880, próximo a Missoula, no Território de Montana, nove anos antes do território se tornar um estado. Era filha da professora Olive (née Pickering) e do imigrante escocês-canadense John Rankin, que trabalhava como carpinteiro e fazendeiro.  Filha mais velha do casal, tinha cinco irmãs (uma das quais morreu ainda na infância) e um irmão, Wellington, que se tornou procurador-geral de Montana e juiz da Suprema Corte estadual.
Durante sua adolescência na fazenda da família, Rankin tinha muitas tarefas, incluindo limpeza, costura, tarefas domésticas, trabalho ao ar livre e ajudar a cuidar de seus irmãos mais novos. Rankin ajudou a manter as máquinas do rancho e construiu, sozinha, uma calçada de madeira para um prédio de propriedade de seu pai, para que pudesse ser alugado. Posteriormente, ao registrar uma observação sobre sua infância, escreveu que embora na década de 1890 as mulheres da fronteira ocidental dos Estados Unidos trabalhassem lado a lado, de forma igualitária aos homens, elas não tinham uma voz política igual—nem o direito a votar.
Em 1898, Rankin concluiu o ensino médio. Em seguida, estudou na Universidade de Montana, e se graduou em 1902 com um bacharelado (Bachelor of Science) em biologia. Antes de iniciar sua carreira política e como ativista, explorou uma variedade de carreiras, incluindo como costureira, designer de móveis e professora. Depois que seu pai morreu em 1904, assumiu a responsabilidade de cuidar de seus irmãos mais novos.

## Ativismo e movimento sufragista
Aos 27 anos de idade, Rankin se mudou para São Francisco para assumir um emprego em serviço social, à época uma nova profissão ainda em desenvolvimento. Confiante de que havia encontrado sua vocação, se matriculou na Escola de Filantropia de Nova Iorque, na cidade de Nova Iorque, onde estudou de 1908 a 1909. Após um breve período como assistente social em Spokane, Washington, mudou-se para Seattle para estudar na Universidade de Washington, e se envolveu no movimento pelo sufrágio feminino. Em novembro de 1910, os eleitores de Washington aprovaram uma emenda à constituição estadual para emancipar permanentemente as mulheres, sendo o quinto estado norte-americano a fazê-lo. Ao retornar para Nova Iorque, tornou-se uma das organizadoras do Partido do Sufrágio da Mulher de Nova Iorque, que se juntou a outras organizações sufragistas para promover um projeto de lei no legislativo nova-iorquino semelhante ao aprovado em Washington. Durante esse período, Rankin também viajou para Washington para fazer lobby no Congresso em nome da Associação Americana Nacional para o Sufrágio da Mulher (NAWSA).
Rankin retornou a Montana e subiu na hierarquia das organizações sufragistas, tornando-se presidente da Associação para o Sufrágio das Mulheres de Montana e secretária nacional de campo da NAWSA. Em fevereiro de 1911, tornou-se a primeira mulher a discursar perante a legislatura de Montana, argumentando em apoio à concessão de direitos às mulheres no estado. Em novembro de 1914, Montana se tornou o sétimo estado a conceder às mulheres direitos irrestritos de voto. Rankin coordenou os esforços de várias organizações de base para promover suas campanhas de sufrágio em Nova Iorque e Montana (e posteriormente em Dacota do Norte). Mais tarde, se baseou na mesma infraestrutura de base durante sua campanha para o Congresso de 1916.
Posteriormente, Rankin comparou seu trabalho no movimento pelo sufrágio feminino à promoção da política externa pacifista que definiu sua carreira no Congresso. Ela acreditava, assim como muitos sufragistas daquele período, que a corrupção e a disfunção do governo dos Estados Unidos eram resultado da falta de participação das mulheres. Conforme afirmou em uma conferência pelo desarmamento ocorrida no período entreguerras, "o problema da paz é um problema da mulher."

## Câmara dos Representantes

### Primeiro mandato

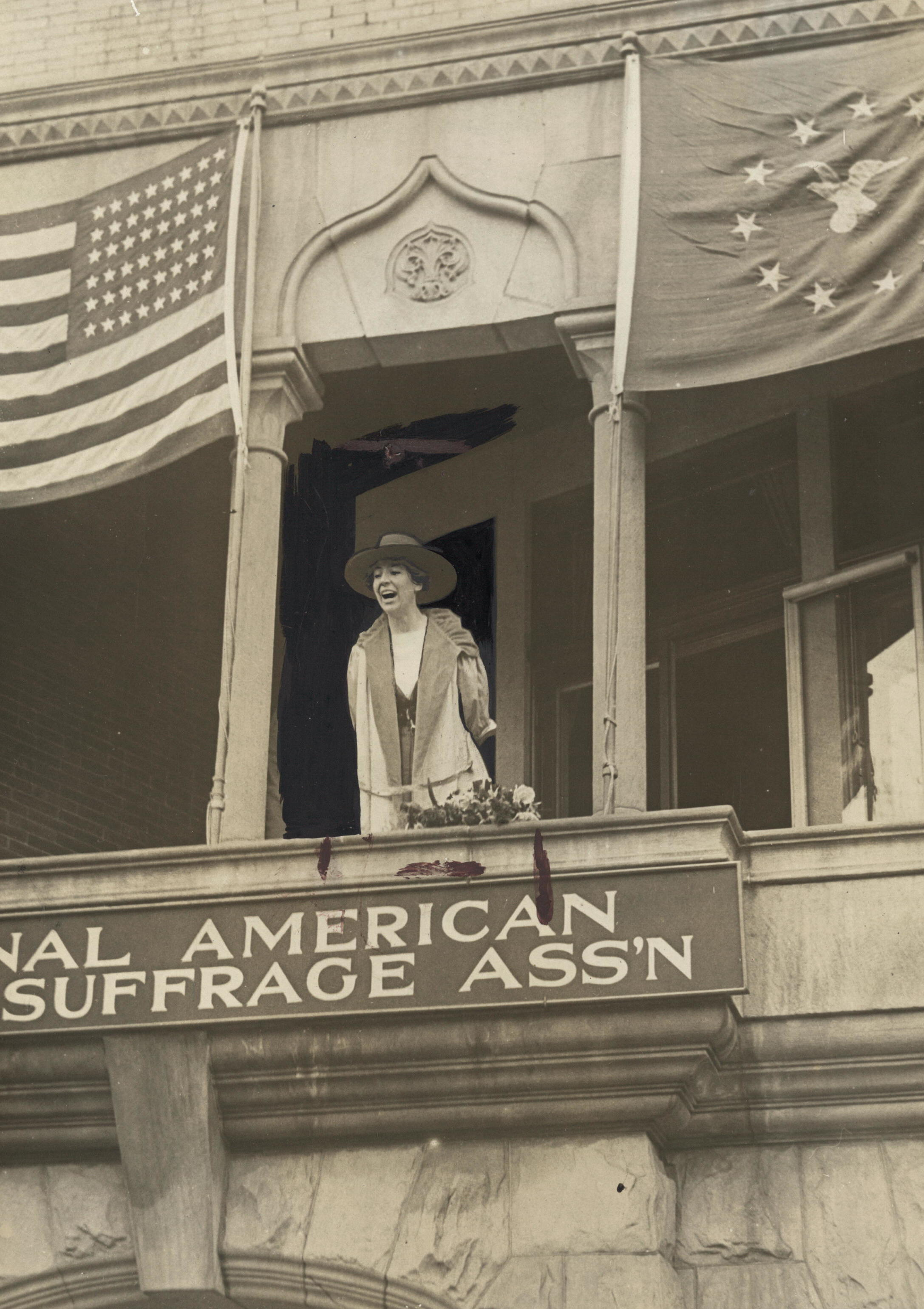
Rankin discursando da sacada da Associação Americana Nacional para o Sufrágio da Mulher, em abril de 1917.

Em 1916, Rankin decidiu se candidatar a uma das duas vagas que o estado de Montana elegia para a Câmara dos Representantes. Sua campanha foi patrocinada por seu irmão Wellington, um membro influente do Partido Republicano de Montana. Rankin viajou longas distâncias para alcançar a população amplamente dispersa do estado, reunindo apoiadores em estações de trem, esquinas de ruas, jantares em fazendas e em escolas afastadas que possuíam apenas uma sala de aula. Com uma mensagem progressista, enfatizou seu apoio ao sufrágio feminino, bem-estar social e à lei seca. Na primária republicana, recebeu o maior número de votos entre oito candidatos. Na eleição geral de 7 de novembro, os dois candidatos mais votados eram eleitos. Rankin acabou em segundo lugar, derrotando Frank Bird Linderman, entre outros, sendo assim a primeira mulher a ser eleita e integrar o Congresso norte-americano. Em seu discurso da vitória, declarou: "Estou profundamente consciente da responsabilidade que recai sobre mim" como a única mulher no país com poder de voto no Congresso. Sua eleição gerou considerável interesse em todo o país, incluindo, supostamente, vários pedidos de casamento.
Logo após o início de seu mandato, o Congresso foi convocado para uma sessão extraordinária de abril de 1917 em resposta à declaração alemã de guerra submarina irrestrita a todos os navios do Atlântico. Em 2 de abril, o presidente Woodrow Wilson, discursando em sessão conjunta, pediu ao Congresso que "tornasse o mundo seguro para a democracia" declarando guerra à Alemanha. Após intenso debate, a resolução da guerra foi votada na Câmara às 3 horas da manhã de 6 de abril; Rankin deu um dos 50 votos contrários, afirmando: "Desejo defender meu país, mas não posso votar pela guerra." Anos depois, acrescentou: "Senti que a primeira vez que a primeira mulher teve a chance de dizer não à guerra, ela deveria dizer." Embora 49 representantes homens e seis senadores também tenham votado contra a declaração, Rankin foi alvo de críticas. Alguns consideraram seu voto um descrédito ao movimento sufragista e sua autoridade no Congresso, mas outros o aplaudiram, incluindo Alice Paul, do Partido Nacional da Mulher, e o representante Fiorello LaGuardia, de Nova Iorque.

Retrato de Rankin, por Sharon Sprung.

Rankin usou seu cargo para pressionar por melhores condições de trabalho para os trabalhadores. Em 8 de junho de 1917, o desastre da mina Speculator em Butte deixou 168 mineiros mortos. Os trabalhadores convocaram uma greve em massa como protesto por conta das condições de trabalho. Rankin tentou intervir, mas as empresas de mineração se recusaram a se reunir com ela ou os mineiros, e sua proposta de legislação para encerrar a greve não teve êxito. Rankin teve maior sucesso pressionando por melhores condições de trabalho no Departamento de Gravura e de Impressão. Ela ouviu as queixas dos trabalhadores federais no departamento, que incluíam longas horas e um ritmo de trabalho excessivamente exigente. Também contratou a repórter Elizabeth Watson para investigar a situação. Como resultado de seus esforços para chamar a atenção às condições de trabalho da agência, o secretário do Tesouro, William McAdoo, organizou sua própria investigação e acabou limitando a rotina de trabalho a oito horas diárias.
Em 1917, as mulheres possuíam algum nível de direito ao voto em cerca de quarenta estados. Rankin continuou a liderar o movimento de acesso universal e irrestrito ao voto pelas mulheres. Ela foi fundamental na criação do Comitê do Sufrágio da Mulher e tornou-se um de seus membros fundadores. Em janeiro de 1918, o comitê entregou seu relatório ao Congresso, e Rankin abriu o debate no Congresso sobre uma emenda constitucional que concederia sufrágio universal às mulheres. A resolução foi aprovada na Câmara, porém derrotada pelo Senado. No ano seguinte—após o término de seu mandato como representante—resolução com proposta análoga foi aprovada nas duas casas legislativas. Após a ratificação por três quartos dos estados, tornou-se a 19.ª Emenda à Constituição dos Estados Unidos, permitindo que as mulheres de todo o país tivessem direito ao voto.
Durante o mandato de Rankin, a legislatura estadual de Montana votou pela substituição do modelo de eleição de seus representantes: ao invés de dois serem eleitos a nível estadual, Montana passou a ter dois distritos, com cada um elegendo um representante. Com poucas chances de reeleição em seu distrito, esmagadoramente democrata, Rankin optou por concorrer ao Senado em 1918. Seu slogan de campanha era "Vença a Guerra Primeiro", prometendo ajudar o presidente Wilson a ter um desempenho mais eficiente perante o conflito. Na primária republicana, foi derrotada pelo representante estadual Oscar M. Lanstrum por uma pequena diferença: 18.805 votos (41,59%) a 17.091 (37,80%). Rankin aceitou a nomeação do Partido Nacional e manteve sua candidatura para a eleição geral, em parte por, alegadamente, refutar as alegações de que os republicanos haviam tentado suborná-la para que desistisse de sua candidatura. Em novembro, acabou na terceira colocação, com 23% dos votos. Sua candidatura, entretanto, havia sido levada a sério pelos demais candidatos, com o senador Thomas J. Walsh, candidato à reeleição que acabou vencendo a disputa, afirmando: "se tivesse algum partido para apoiá-la, ela seria perigosa." Já para a eleição em seu distrito na Câmara, venceu—ironicamente—o candidato republicano por uma pequena vantagem.

### Entre os mandatos

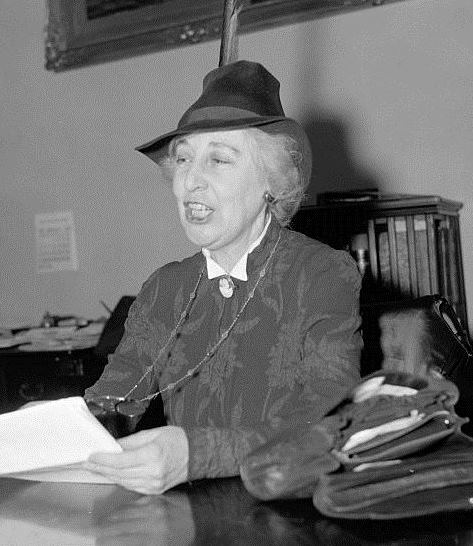
Rankin argumentando contra a fortificação de Guam perante o Comitê de Assuntos Naval da Câmara, em 1939.

Depois de deixar o Congresso, Rankin trabalhou como secretária de campo para a Liga Nacional dos Consumidores e como lobista de várias organizações pacifistas. Rankin defendeu a aprovação de uma emenda constitucional que proibisse o trabalho infantil e apoiou a Lei Sheppard-Towner, o primeiro programa federal de assistência social criado explicitamente para mulheres e crianças. A legislação foi promulgada em 1921, mas revogada oito anos depois, embora muitas de suas principais disposições tenham sido incorporadas à Lei de Seguridade Social de 1935.
Em 1924, Rankin comprou uma pequena fazenda na Geórgia. Ela viveu uma vida simples lá, sem eletricidade ou encanamento, e também manteve uma residência em Montana. Rankin fez frequentes discursos em todo o país em nome da União de Mulheres pela Paz e do Conselho Nacional para a Prevenção da Guerra (NCPW). Em 1928, fundou a Sociedade de Paz da Geórgia, que serviu de sede para sua campanha pelo pacifismo até sua dissolução em 1941, às vésperas da Segunda Guerra Mundial.
Em 1937, Rankin se opôs às propostas do presidente Franklin Roosevelt de intervir a favor dos britânicos contra a Alemanha e seus aliados, argumentando que os dois lados desejavam evitar uma segunda guerra europeia e buscariam uma solução diplomática. Rankin testemunhou perante vários comitês do Congresso em oposição a uma variedade de medidas de preparação. Quando ficou claro que seus esforços de lobby eram em grande parte ineficazes, Rankin renunciou à sua posição no NCPW e declarou sua intenção de recuperar seu assento na Câmara dos Representantes.

### Segundo mandato
Rankin iniciou sua campanha para a Câmara em 1939 com uma excursão pelas escolas secundárias em Montana. Ela planejou discursar em 52 das 56 escolas secundárias do 1.º Distrito Congressional para restabelecer seus laços com a região depois de anos passando grande parte do tempo na Geórgia. Mais uma vez, recebeu o apoio político de seu irmão Wellington, bem conectado, apesar deles terem estilos de vida e opiniões políticas cada vez mais divergentes.
Na campanha de 1940, Rankin—agora com 60 anos de idade—derrotou o incumbente Jacob Thorkelson, um anti-semita explícito, na primária de julho, e o ex-representante Jerry J. O'Connell na eleição geral por 54,5-45,5%. No novo mandato, foi designada  para a Comissão de Terras Públicas e a Comissão de Assuntos Insulares. Enquanto os membros do Congresso e seus eleitores debateram a questão da intervenção dos EUA na Segunda Guerra Mundial há meses, o ataque japonês a Pearl Harbor em 7 de dezembro de 1941 galvanizou o país e silenciou praticamente toda a oposição.
Em 8 de dezembro, Rankin foi a única integrante das duas casas legislativas do Congresso a votar contra a declaração de guerra ao Japão. Vaias podiam ser ouvidas na galeria enquanto Rankin votava; vários colegas, incluindo o representante (mais tarde senador) Everett Dirksen, pediram que ela alterasse seu voto para tornar a resolução unânime—ou, pelo menos, se abstivesse—mas se recusou a fazê-lo, asseverando: "Sendo mulher, eu não posso ir à guerra" e "me recuso a enviar qualquer outra pessoa."
Após a votação, uma multidão de repórteres perseguiu Rankin em uma chapelaria. Lá, foi forçada a se refugiar em uma cabine telefônica até a Polícia do Capitólio chegar para acompanhá-la ao seu escritório, onde foi inundada com telegramas e telefonemas furiosos. Um telegrama, de seu irmão, dizia: "Montana é 100% contra você." Rankin não se desculpou: "Todo mundo sabia que eu era contra a guerra e eles me elegeram" e "eu votei como as mães teriam me feito votar." Uma foto de Rankin, difundida por uma agência de notícias, mostrando a representante refugiada na cabine telefônica e pedindo ajuda, apareceu no dia seguinte em jornais de todo o país.
Enquanto sua posição foi amplamente ridicularizada na imprensa, William Allen White, escrevendo para o Emporia Gazette, reconheceu sua coragem em tomá-la:

Provavelmente cem homens no Congresso gostariam de fazer o que ela fez. Nenhum deles teve coragem de fazê-lo. A Gazette discorda inteiramente da sabedoria de sua posição. Mas, Senhor, foi uma coisa corajosa! E sua bravura de alguma forma diminuiu sua insensatez. Quando, daqui a cem anos, se celebrar coragem, pura coragem baseada em indignação moral neste país, o nome de Jeannette Rankin, que ficou firme na insensatez por sua fé, será escrita em bronze monumental, não pelo que fez , mas pelo jeito que ela fez isso.

Três dias depois, uma declaração de guerra semelhante contra a Alemanha e a Itália foi votada; Rankin se absteve. Sua carreira política efetivamente terminou, e ela não concorreu à reeleição em 1942. Perguntada anos depois se arrependeu-se de sua posição, Rankin respondeu: "Nunca. Se você é contra a guerra, você é contra a guerra, independentemente do que acontecer. É um método errado de tentar resolver uma disputa."

## Últimos anos

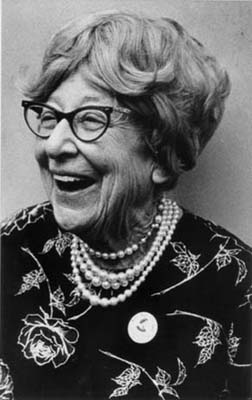
Rankin em 1973

Nos vinte anos seguintes, Rankin viajou pelo mundo, visitando frequentemente a Índia, onde estudou os ensinamentos pacifistas de Mahatma Gandhi. Ela manteve casas na Geórgia e Montana. Nas décadas de 1960 e 1970, uma nova geração de pacifistas, feministas e defensores dos direitos civis encontrou inspiração em Rankin e abraçou seus esforços de maneiras que sua própria geração não encontrou. Rankin se mobilizou novamente em resposta à Guerra do Vietnã. Em janeiro de 1968, a Brigada Jeannette Rankin, uma coalizão de grupos de mulheres pela paz, organizou uma marcha anti-guerra em Washington, DC—a maior marcha de mulheres desde o Desfile pelo Sufrágio da Mulher de 1913. Rankin levou 5.000 participantes da Union Station aos degraus do Capitólio, onde apresentaram uma petição pela paz ao presidente da Câmara, John McCormack. Em 1972, Rankin—na época aos 90 anos de idade—considerou organizar uma terceira campanha à Câmara para ganhar um público mais amplo por sua oposição à Guerra do Vietnã, mas doenças antigas na garganta e no coração a forçaram a abandonar este projeto final.

## Vida pessoal
Rankin nunca se casou. Seus biógrafos discordam de sua orientação sexual, mas geralmente concordam que era consumida demais por seu trabalho para buscar e manter um relacionamento amoroso.

## Morte e legado

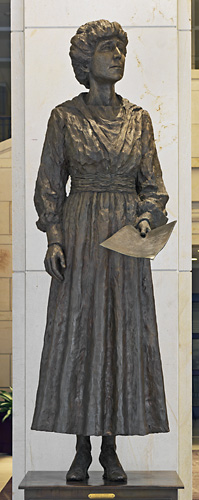
Estátua de Rankin no Capitólio dos Estados Unidos

Rankin morreu em 18 de maio de 1973, aos 92 anos, em Carmel-by-the-Sea, Califórnia. Ela ofereceu seu patrimônio, incluindo a propriedade em Watkinsville, na Geórgia, para ajudar mulheres trabalhadoras desempregadas. Sua residência em Montana, conhecida como Rancho Rankin, foi incluída ao Registro Nacional de Lugares Históricos em 1976. A Fundação Jeannette Rankin, hoje Jeannette Rankin Women's Scholarship Fund, uma organização sem fins lucrativos, concede bolsas de estudos anuais para mulheres de baixa renda, com 35 anos ou mais, nos Estados Unidos. Começando com uma única bolsa de 500 dólares em 1978, o fundo concedeu mais de três milhões de dólares em bolsas a mais de mil mulheres.
Uma estátua de Rankin, realizada pelo artista Terry Mimnaugh, com a inscrição "Não posso votar pela guerra", foi colocada no Statuary Hall do Capitólio dos Estados Unidos em 1985. Em sua dedicação, a historiadora Joan Hoff-Wilson chamou Rankin de "uma das mulheres mais controversas e únicas de Montana e da história política americana." Uma réplica foi posta no edifício do Capitólio de Montana, em Helena. Em 1993, Rankin foi incluída ao National Women’s Hall of Fame.
Em 2004, a ativista pela paz Jeanmarie Simpson produziu e estrelou a peça solo A Single Woman, baseada na vida de Rankin, para beneficiar organizações pacifistas. Simpson também estrelou uma adaptação cinematográfica dirigida e produzida por Kamala Lopez, narrada por Martin Sheen, com música de Joni Mitchell.
Embora seu legado repouse quase inteiramente em seu pacifismo, Rankin disse à Convenção Constitucional de Montana em 1972 que preferiria o contrário: "se sou lembrada por nenhum outro ato [...] quero ser lembrada como a única mulher que já votou para dar às mulheres o direito de votar." Até a atualidade, Rankin permanece sendo a única mulher que Montana elegeu para o Congresso.